# Сумнагинская культура
Сумнагинская культура — мезолитическая археологическая культура Восточной Сибири. Выделена Ю. А. Мочановым в 1966 году, название по стоянке Сумнагин в верховьях Алдана. 
Датируется 10-6 тыс. до н. э. (Атлантический период климатического оптимума, когда температура была значительно выше современной)

## Локализация
Распространялась с юга вплоть до Сибирского Заполярья: от бассейнов Алдана, среднего течения Лены и Вилюя на юге до полуострова Таймыр (Тагенар VI) и низовий Колымы (Пантелеиха III) на севере. 

## Экономика
Основу хозяйства составляла охота на лося. 

## Материальная культура
Носители культуры жили в легких круглых в плане жилищах (чум). На остатках поселений найдены костяные наконечники дротиков и шильев, что свидетельствует о существовании у носителей культуры тёплой арктической одежды из шкур убитых животных. Обитатели Жоховской стоянки, расположенной на острове Жохова в Восточно-Сибирском море, 9,5 тыс. лет назад занимались выведением ездовых собак.

## Генетические связи
Сумнагинская культура пришла на смену дюктайской культуре. Затем её сменили племена сыалахской культуры. После того как  на территорию сумнагинцев на рубеже 5—4 тыс. до н. э. с юга стали мигрировать представители новой культуры, часть сумнагинцев покинула свой ареал и ушла на Аляску, где они стали одним из этнических компонентов протоэскимосов и протоалеутов.